# Jaakko Kuusisto
Jaakko Ilkka Kuusisto, född 17 januari 1974 i Helsingfors, död 23 februari 2022 i Uleåborg, var en finländsk violinist och tonsättare. Han var son till tonsättaren Ilkka Kuusisto och bror till violinisten Pekka Kuusisto.
Efter studier för Géza Szilvay och Tuomas Haapanen fick Kuusisto delat första pris i violintävlingen i Kuopio 1989 och fjärde pris i Jean Sibelius violintävling 1990. Han studerade därpå i USA för Miriam Fried och Paul Bies; han bedrev dessutom studier i komposition för Eero Hämeenniemi i Helsingfors och David Dzubay i USA. Flera tävlingsframgångar följde, bland annat andra pris i Carl Nielsen-tävlingen för violinister 1996. Sedan 1998 är han konsertmästare i Sinfonia Lahti.
Kuusistos stilistiskt mångsidiga repertoar sträcker sig från jazz och tango till Bach. Han har även framträtt som improvisatör. Tillsammans med brodern Pekka har han arrangerat särpräglade festivaler, såsom Musik i Sibbo skärgård 1991–2003 och Kammarmusik vid Tusby träsk. Han har som den förste spelat in flera ungdomsverk av Sibelius på skiva. Bland hans kompositioner märks barnoperan Prinsessan och vildsvanarna (H.C. Andersen, 2002), uppförd vid Musikinstitutet Kungsvägen, samt familjeoperan Koirien Kalevala, spelad i Nyslott 2004.

### Uppslagsverk
- Kuusisto, Jaakko i Uppslagsverket Finland (webbupplaga, 2012). CC-BY-SA 4.0